# Jean-Marie Robain
Jean-Marie Robain (Biard, 8 dicembre 1913 – Montmorillon, 12 aprile 2004) è stato un attore francese.

## Filmografia

### Cinema
- Il silenzio del mare (Le Silence de la mer), regia di Jean-Pierre Melville (1947)
- I ragazzi terribili (Les Enfants terribles), regia di Jean-Pierre Melville (1950)
- Gunman in the Streets, regia di Frank Tuttle (1950) - non accreditato
- F.B.I. divisione criminale (La môme vert-de-gris), regia di Bernard Borderie (1953)
- Sposata ieri (Jeunes mariés), regia di Gilles Grangier (1953)
- Le compagne della notte (Les Compagnes de la nuit), regia di Ralph Habib (1953) - non accreditato
- Labbra proibite (Quand tu liras cette lettre...), regia di Jean-Pierre Melville (1953)
- Mandat d'amener, regia di Pierre-Louis (1953)
- Fate largo ai moschettieri! (Les trois Mousquetaires), regia di André Hunebelle (1953)
- Versailles (Si Versailles m'était conté...), regia di Sacha Guitry (1954)
- Crainquebille, regia di Ralph Habib (1954)
- Napoleone Bonaparte (Napoléon), regia di Sacha Guitry (1955) - non accreditato
- Il processo dei veleni (L'Affaire des poisons), regia di Henri Decoin (1955)
- Si Paris nous était conté, regia di Sacha Guitry (1956) - non accreditato
- Bob il giocatore (Bob le flambeur), regia di Jean-Pierre Melville (1956)
- Mitsù, peccatrice ingenua (Mitsou ou Comment l'esprit vient aux filles...), regia di Jacqueline Audry (1956)
- L'uomo dall'impermeabile (L'homme à l'imperméable), regia di Julien Duvivier (1957) - non accreditato
- Vive les vacances, regia di Jean-Marc Thibault (1958)
- I centauri (Les Motards), regia di Jean Laviron (1959)
- Parigi ci appartiene (Paris nous appartient), regia di Jacques Rivette (1961)
- Come cambiar moglie (Les Compagnons de la marguerite), regia di Jean-Pierre Mocky (1967)
- L'armata degli eroi (L'Armée des ombres), regia di Jean-Pierre Melville (1969)
- L'uomo venuto da Chicago (Un condé), regia di Yves Boisset (1970)
- Paulina 1880, regia di Jean-Louis Bertuccelli (1972)
- L'affare della Sezione Speciale (Section spéciale), regia di Costa-Gavras (1975)
- Caccia al montone (L'Ordinateur des pompes funèbres), regia di Gérard Pirès (1976)
- Les petits dessous des grands ensembles, regia di Christian Chevreuse (1976)
- Un escargot dans la tête, regia di Jean-Étienne Siry (1980)
- Un homme à ma taille, regia di Annette Carducci (1983)

### Televisione
- Une enquête de l'inspecteur Grégoire – serie TV, 1 episodio (1955)
- Clarisse Fenigan, regia di Jean Prat – film TV (1959)
- Hauteclaire ou le Bonheur dans le crime, regia di Jean Prat – film TV (1961)
- Plaisir du théâtre – serie TV, 1 episodio (1961)
- Escale obligatoire, regia di Jean Prat – film TV (1962)
- Les choses voient, regia di André Pergament – film TV (1963)
- Sancho Panza dans son île, regia di Maurice Chateau – film TV (1965)
- L'Affaire Lourdes, regia di Marcel Bluwal – film TV (1967)
- Le inchieste dell'agenzia O (Les Dossiers de l'Agence O) – serie TV, episodio 1x01 (1968)
- L'envolée belle, regia di Jean Prat – film TV (1969)
- Les mensonges, regia di Georges Lacombe – film TV (1971)
- I miserabili (Les Misérables), regia di Marcel Bluwal – miniserie TV (1972)
- Albert Einstein, regia di Gérard Chouchan – film TV (1972)
- Joseph Balsamo, regia di André Hunebelle – miniserie TV, 1 puntata (1973)
- La Porteuse de pain, regia di Marcel Camus – miniserie TV, 6 puntate (1973)
- L'éloignement – serie TV, 7 episodi (1973)
- Poker d'As – serie TV (1973)
- Molière pour rire et pour pleurer, regia di Marcel Camus – miniserie TV (1973)
- Arsenio Lupin (Arsène Lupin) – serie TV, episodio 2x03 (1973)
- Une affaire à suivre, regia di Alain Boudet – film TV (1974)
- Malaventure – serie TV, episodio 1x14 (1974)
- Madame Bovary, regia di Pierre Cardinal – film TV (1974)
- Une ténébreuse affaire, regia di Alain Boudet – film TV (1975)
- Les Mohicans de Paris – serie TV, episodi 1x05-2x02 (1973-1975)
- Saint-Just ou La force des choses, regia di Pierre Cardinal – film TV (1975)
- I compagni di Eleusis (Les compagnons d'Eleusis) – serie TV, 6 episodi (1975)
- Erreurs judiciaires – serie TV, episodio 1x05 (1976)
- Les Jeunes Filles, regia di Lazare Iglesis – film TV (1978)
- La Filière, regia di Guy Lefranc – miniserie TV, 1 puntata (1978)
- Émile Zola ou La conscience humaine, regia di Stellio Lorenzi – miniserie TV, 1 puntata (1978)
- La Lumière des justes, regia di Yannick Andréi – miniserie TV (1979)
- Les Dossiers de l'écran – serie TV, 2 episodi (1978-1980)
- Les Amours du mal-aimé, regia di Marcel Camus – film TV (1980)
- Il n'y a plus d'innocents, regia di Jean Prat – film TV (1982)
- Mozart, regia di Marcel Bluwal – miniserie TV, 1 puntata (1982)
- Le Serin du major, regia di Alain Boudet – film TV (1982)
- Châteauvallon – serie TV, episodio 1x04 (1985)
- Les jeux de société, regia di Éric Rohmer – film TV (1989)
- Il segno del comando, regia di Giulio Questi – film TV (1992)